# Décimas para Ortega
Décimas para Ortega es el sexto episodio de la serie mexicana Gritos de muerte y libertad.

## Sinopsis
Después de ser derrotados por las fuerzas realistas en Puente de Calderón, los caudillos tratan de huir con rumbo a Estados Unidos pero son traicionados por Ignacio Elizondo y arrestados en Acatita de Baján en marzo de 1811. En junio de ese mismo año en Chihuahua, Ignacio Allende, Juan Aldama, y Mariano Jiménez son rápidamente enjuiciados y fusilados. Mientras tanto, Hidalgo debe de permanecer en prisión un mes más, durante el cual es degradado de su condición sacerdotal. En la cárcel, Hidalgo traba amistad con su carcelero, Miguel Ortega.
En la mañana del 30 de julio de 1811, antes de que se le fusilase, Ortega le hace compañía a Hidalgo mientras toma su desayuno. Mientras consume sus alimentos, el caudillo se muestra amargado por lo que él creía que era una causa perdida, y arrepentido por todas las muertes ocurridas durante la insurrección.  Acto seguido, Ortega le entrega a Hidalgo unos dulces y unos cigarros. Ambos hombres comparten uno mientras el sacerdote le cuenta las hazañas de los insurgentes desde Dolores hasta Monte de las Cruces. A pesar de todo, Ortega anima a Hidalgo, diciéndole que mucha gente aún creía en él y en su causa.
Tras ser escoltado hasta el paredón, Hidalgo le regala a Ortega y a Melchor Guaspe, el alcaide de la prisión, los dulces que había recibido horas antes y pide permiso al capitán del pelotón regalar los dulces a los demás soldados. Tras proveerle de un banquillo para sentarse, se le concede a Hidalgo la oportunidad de ser fusilado de frente y no de espaldas. Luego de tres descargas fallidas, Hidalgo finalmente recibe el tiro de gracia en el corazón, muriendo instantáneamente.
Tras cuatro meses de encierro, Hidalgo murió creyendo que con él moría la causa de la Independencia. No obstante, al sur del virreinato, se encontraba aún en pie de lucha el también sacerdote José María Morelos, quien gracias a su genio político y militar, se convertiría en el sucesor de Hidalgo.
Las cabezas de Hidalgo, Allende, Aldama, y Jiménez, serían llevadas de vuelta a Guanajuato, donde estuvieron expuestas en jaulas colgadas en las cuatro esquinas de la Alhóndiga de Granaditas hasta 1821, tras el triunfo de los insurgentes.

## Personajes
Personaje(s) clave: Miguel Hidalgo

Otros personajes: 
- Soldado Miguel Ortega
- Alcaide Melchor Guaspe